# Mut, Mersin
Mut là một huyện thuộc tỉnh Mersin, Thổ Nhĩ Kỳ. Huyện có diện tích 2518 km² và dân số thời điểm năm 2007 là 66356 người, mật độ 26 người/km².